# Vail (Washington)
Vail az Amerikai Egyesült Államok északnyugati részén, Washington állam Thurston megyéjében elhelyezkedő önkormányzat nélküli település.
Vail postahivatala 1930 és 1963 között működött. A település névadója William Vail telektulajdonos.

## Fordítás
- Ez a szócikk részben vagy egészben  a   Vail, Washington című angol Wikipédia-szócikk ezen változatának fordításán alapul.  Az eredeti cikk szerkesztőit annak laptörténete sorolja fel. Ez a jelzés csupán a megfogalmazás eredetét és a szerzői jogokat jelzi, nem szolgál a cikkben szereplő információk forrásmegjelöléseként.